# Хомеотелеутон
Хомеотелеутон или хомојотелеутон (grč. ὁμοιοτέλευτον — који има сличан завршетак) је стилска фигура која означава гласовно подударање на завршетку речи. Супротна фигура је хомеоарктон. Увек је у спрези с алитерацијом и асонанцом. Ако се подударају граматички наставци, онда се поклапа са хомеоптотоном који је њена подврста. Сматра се претечом риме. Уопште узев, рима се може схватити као "посебан случај" хомеотелеутона. Припада фигурама дикције.

## Историјат појма
У античко време означавао је гласовно подударање последњих слогова речи на крајевима узастопних колона (реченичних целина). Први пут је примећен у говорима Горгије из Леонтина у 5. веку пре нове ере па је зато уврштен у горгијанске фигуре. Пошто антика није знала за риму, ова горгијанска фигура се сматра првом римом у западноевропској књижевности, мада се користила само у прози.

## Употреба
Често се ова фигура комбинује с алитерацијом и изоколоном како би се нагласио ритам у паралелним реченичним члановима. Данас се употребљава и у прози и у поезији, те и ван књижевности, у разговору. Може допринети хумору и иронији па и контрастирању. С друге стране, термин хомеотелеутон се користи и за грешку која се јавља кад се због сличних завршетака речи у реченицама или редовима случајно прескочи да се препише или прекуца један део текста.

## Примери
| „                                                       | Избави ме, Господи, горкија, љутија, злија и напраснија смрти и некраснија. | ” |
| — Исповедна молитва, Непознати, друга половина 14. века |                                                                             |   |

| „                          | Да је стећи ко што рећи, сви би богати били. Једна мука наука, а сто мука одука. Кад је воље и зло иде на боље. Иде време, носи бреме. Ко се сели, тај се не весели. Луди бој бију, а мудри вино пију. | ” |
| — српске народне пословице | |   |

| „                         | Брличица грчи, Петар коња трчи. Кућа камењара, марама шарењара, лула зелењара. Кнеже, витеже, кад те видјеше, развеселише ли ти се? Лежи куја жута украј жута пута. | ” |
| — српске народне брзалице | |   |

| „                                 | Он иде, иде, иде – нико му траг не виде, идући реже, сече, – а никад крв не тече. (ветар) | ” |
| — загонетка, Јован Јовановић Змај |                                                                                           |   |

## Сличне стилске фигуре
- Алитерација
- Асонанца
- Игра речима
- Каламбур
- Парегменон
- Парономазија
- Хомеоарктон (хомојарктон)
- Хомеоптотон (хомојоптотон)